# 梶裕貴のラジオ劇場
『梶裕貴のラジオ劇場』（かじゆうきのラジオげきじょう）は、NHKラジオ第1放送で放送していたラジオドラマ番組である。
2022年度に2回（同年8月16日、2023年1月3日）にパイロット版が生放送され、2023年度から毎週金曜日（月1回程度、原則最終金曜日は「みんなでひきこもりラジオ」を放送するため休止予定）の20:05頃-20:55に生放送されていた。
アニメ・『進撃の巨人』のエレン・イエーガーなどで知られる梶が、毎回声優仲間をゲストに迎え、リスナーから寄せられた脚本を基として、即興のラジオドラマを作るというもの
2024年4月からは、放送曜日を毎週土曜日20:05頃-20:55に移動し、これまで休止だった最終週も生放送（主に月末中心に週により「-選」、いわゆるアンコールも随時放送）されることになった。
2024年5月3日には、NHK-FM・12:15-18:50にスピンオフ特番として「梶裕貴の今日は一日 "声優" 三昧」が放送された。
2024年5月31日には、NHK Eテレ・23:00-23:49に2024年5月18日小関裕太のゲストの回で放送された番組「みるラジオ」で映像付きで放送された。

## ゲスト
パイロット版1
- 山寺宏一
- 岩﨑大昇
- 那須雄登

パイロット版2
- 山口勝平
- 高橋優斗
- 作間龍斗

レギュラー版（アンコール回は除く）
1. 宮野真守
2. 松本梨香
3. 石川界人、作間龍斗、佐藤龍我
4. 古川登志夫、作間龍斗（19:20からの1時間35分拡大版）
5. 緒方恵美、岩﨑大昇、那須雄登
6. 牧島輝、有澤樟太郎、作間龍斗
7. 森久保祥太郎、那須雄登、藤井直樹
8. 豊永利行、橋本涼、作間龍斗
9. 駒木根葵汰、五関晃一
10. 小野大輔、五関晃一
11. 浪川大輔、岩﨑大昇、那須雄登
12. 浮所飛貴、藤井直樹
13. 林原めぐみ、岩﨑大昇、浮所飛貴
14. 山路和弘、作間龍斗
15. 八乙女光、作間龍斗、藤井直樹
16. 小林千晃、髙橋優斗
17. 五関晃一、髙橋優斗、井上瑞稀
18. 山寺宏一（「学生集まれ！梶裕貴の出前ラジオ劇場」と題し、武蔵大学で行われた公開収録を紹介し、山寺と学生の代表が出演したラジオドラマを披露した）
19. 諏訪部順一
20. はいだしょうこ、宮澤佐江
21. 石川由依、井上麻里奈
22. 釘宮理恵
23. 福山潤
24. 大平祥生(JO1)
25. 浦和希
26. 井上和彦
27. 太田基裕
28. 木村昴
29. 松本梨香（「学生集まれ！梶裕貴の出前ラジオ劇場」と題した中京大学で行われた公開収録を紹介）
30. 平田広明
31. 置鮎龍太郎
32. 小林ゆう
33. 谷山紀章
34. 日髙のり子
35. 鈴村健一（ここまでが最終週を除き毎週金曜日生放送）
36. 三木眞一郎（ここからが毎週土曜日生放送）
37. 田村睦心
38. 村中知、田村奈央
39. 佐々木望
40. 井上喜久子
41. 高木渉
42. 小関裕太
43. 梵そよぎ(音声AIキャラクター)
44. 逢坂良太
45. 西山宏太朗
46. 名塚佳織